# Rādār Poshteh-ye Bālā
Rādār Poshteh-ye Bālā (persiska: رادار پشته بالا) är en ort i Iran.   Den ligger i provinsen Gilan, i den nordvästra delen av landet, 210 km nordväst om huvudstaden Teheran. Rādār Poshteh-ye Bālā ligger 128 meter över havet och antalet invånare är 293.
Terrängen runt Rādār Poshteh-ye Bālā är kuperad åt sydost, men åt nordväst är den platt. Runt Rādār Poshteh-ye Bālā är det ganska tätbefolkat, med 129 invånare per kvadratkilometer. Närmaste större samhälle är Sīāhkal, 14,7 km nordost om Rādār Poshteh-ye Bālā. I omgivningarna runt Rādār Poshteh-ye Bālā växer i huvudsak blandskog.